# Pashkokogan River
Der Pashkokogan River ist ein 75 km langer rechter Nebenfluss des Albany River im Nordwesten des Thunder Bay District in der kanadischen Provinz Ontario.
Der Pashkokogan River bildet den Abfluss des Fitchie Lake. Er fließt anfangs in nördlicher, später in nordnordöstlicher Richtung durch die seenreiche Landschaft des Kanadischen Schildes. Dabei weist er zahlreiche Flussverbreiterungen auf. Der Little Pashkokogan River mündet linksseitig in den Fluss. Der Ontario Highway 599 (Savant Lake–Osnaburgh House) verläuft westlich des Flusslaufs. Der Pashkokogan River durchfließt den Pashkokogan Lake in nördlicher Richtung, wobei er dabei das Wasser des Savant River aufnimmt. Schließlich fließt er noch 15 km in nordnordöstlicher Richtung, bevor er das Südufer des Osnaburgh Lake erreicht. Dieser wird vom Albany River in östlicher Richtung durchflossen. Der Pashkokogan River entwässert ein Areal von etwa 2270 km². Der mittlere Abfluss unterhalb des Pashkokogan Lake beträgt 29 m³/s. In den Monaten Juni und Juli führt der Fluss in der Regel die größten Wassermengen.